# Aeropuerto de Aviñón-Provenza
El Aeropuerto de Aviñón-Provenza (en francés: Aéroport d'Avignon-Provence) (IATA: AVN, OACI: LFMV) es un aeropuerto localizado en el pueblo de Montfavet, a 8 km al sureste de Aviñón, y 4 kilómetros al oeste de Caumont-sur-Durance, en el departamento de Vaucluse, región de Provenza-Alpes-Costa Azul en Francia.

## Instalaciones
El aeropuerto se encuentra a una altitud de 38 metros (125 ft) sobre el nivel de mar. Tiene una pista pavimentada la cual mide 1.880 por 45 metros (6,168 pies × 148 pies). También tiene 2 pistas paralelas de hierba. Una de 700 por 50 metros (2,297 pies × 164 pies), y otra de 250 por 20 metros (820 pies × 66 pies). La pista de hierba más corta es para uso de ultraligeros.
El aeropuerto dispone de un hotel restaurante (Le Paradou) afiliado a la cadena Best Western, y otros 3 restaurantes: el restaurante Courtepaille, el restaurante Paradou y un restaurante italiano. Un bar está abierto en la terminal durante los vuelos.
En el aeropuerto hay cuatro empresas de alquiler de coches: Avis, Europcar, National Citer, Alamo y Sixt. Cuenta con conexiones de autobús rápido a varias partes incluso distantes de Provenza y de Aviñón. En algunos casos se requiere llamar a la compañía de autobús 48 horas antes de la llegada al aeropuerto.

## Estadísticas
Ver fuente y consulta Wikidata.